# Carl Møller (politiker)
 Der er flere personer med dette navn, se Carl Møller.
Carl Ludvig Møller (født 7. november 1815 i Hillerød, død 30. januar 1886) var en dansk købmand og politiker.
Købmand Carl Møller blev valgt til Landstinget i 1874. Han blev valgt ind, fordi købstæderne ønskede en repræsentant for deres særlige anliggender og fordi Møller nød megen anseelse både som en hæderlig og en forstandig mand. Det må også indrømmes, at han på en anerkendelsesværdig måde har løst den opgave, der var givet ham; thi han var virkelig ved alle lejligheder en flink talsmand for købstædernes interesser. Når der var tale om sådanne, mødte han altid frem med forstandige og praktiske udtalelser.
Han er vistnok en ganske vel begavet mand, og han nød anseelse som højst solid og pålidelig. I politisk retning var han afgjort Højremand. Det er sjældent, man hørte ham tale, men hans stilling var derfor ikke mindre klar. Han passede rolig sin gerning, fulgte godt med og benyttedes en tid til sekretær. Fremtrædende var han ikke i nogen retning; men hans pålidelighed og troskab gav ham betydning. Han var et dygtigt medlem af Sparekassekommissionen og var temmelig indsigtsfuld på dette område.